# San Mateo (Rizal)
San Mateo é um município de  primeira classe de renda municipal (d) na província Rizal, nas Filipinas. De acordo com o censo de 1 de maio  de  2020 possui uma população de 273 306 pessoas e 64 054 domicílios.